# イルゼヴァ (小惑星)
イルゼヴァ (979 Ilsewa) は小惑星帯に位置する小惑星である。ハイデルベルクのケーニッヒシュトゥール天文台でカール・ラインムートによって発見された。
発見者の知人イルゼ・ヴァルドルフ (Ilse Waldorf) にちなんで命名された。